# Rettet den Regenwald
Salve a Selva (alemão: Rettet den Regenwald ) é uma organização não-governamental ambientalista com sede na Alemanha que trabalha na preservação das florestas tropicais a nível global. Ela é uma organização ambiental politicamente independente, que defende os habitantes das florestas tropicais e os espaços que eles habitam. O trabalho da organização consiste em lançar petições na sua página web (em alemão, inglês, francês, espanhol e português) e recolher doações para projetos concretos em países tropicais. As ações referem-se a problemáticas como o comércio com madeira tropical, a extração de ouro, a expansão de monoculturas industriais e conflitos de terra com indígenas.
Não recebem subsídios do Estado ou de governos, e as suas atividades são financiadas unicamente com doações. Contam hoje com o apoio de cerca de 13.000 pessoas. Foi fundada em 1986. Tendo sido reconhecida pela Receita de Hamburgo como organização de interesse coletivo, as doações podem ser deduzidas do pagamento de impostos. Em Novembro de 2002, a revista "Öko-Test" investigou a sua operação de doações e atribuiu a nota de "muito bom".

## História
Rettet den Regenwald (Salve a Selva) foi fundada em 1986 por Reinhard Behrend, que se encontra hoje à frente da organização. A ajuda internacional é vista como essencial para defender os habitantes locais das florestas que, desprovidos de poder, estão dependentes desta para sobreviver. A organização trabalha para romper com aquilo que considera ser um círculo de madeireiros, fazendeiros, empresas petroleiras e mineradoras, e políticos corruptos, que beneficiam a curto prazo da destruição das florestas tropicais, às custas dos nômades, indígenas, seringueiros, ribeirinhos e dos pequenos agricultores que estão ligados a ela.

## Cooperações
Rettet den Regenwald (Salve a Selva) coopera com organizações alemãs e internacionais, ambientais, sociais e grupos de direitos humanos. Entre elas, encontramos: Rainforest Foundation (Reino Unido), Amazonwatch (EUA), Accion Ecologica (Equador), DECOIN (Equador), Fundación del Río (Nicaragua), Rainforest Information Centre (Austrália), Rainforest Action Network (EUA), Rainforest Relief (EUA), Environmental Defense (EUA), Save Our Borneo (Indonésia), JATAM (Indonésia), Walhi (Indonésia), Aldaw (Filipinas) e muitos outros.

## Programa
As principais actividades são:
- Organização de ações de protesto contra a destruição das florestas tropicais por madeireiros, empresas de petróleo ou minas e projetos de desenvolvimento
- Apoio a ONGs em África, muitos países da América Latina e Indonésia
- Publicação de uma revista trimestral chamada "Relatório Regenwald" (somente em alemão)
- Providenciar informação para escolas e os mídia